# Lenvik
Lenvik (en sami septentrional: Leaŋgáviika) és un antic municipi situat al comtat de Troms, Noruega. Té 11.618 habitants (2016) i la seva superfície és de 892.38 km².
El centre administratiu és la ciutat de Finnsnes, on un llarg pont connecta Senja al continent per la Carretera Provincial Noruega 86. El llac Lysvatnet es troba a l'illa de Senja, a l'oest del poble de Gibostad.

## Informació general
El gran municipi de Lenvik es va establir l'1 de gener de 1838. El 1848, la major part de les peces de la part continental de Lenvik (població: 2.616) es va separar per formar el nou municipi de Målselv, deixant Lenvik amb 3.029 residents. Després, el 1855, la part nord de Lenvik (població: 811) es va separar per formar el nou municipi de Hillesøy. Això va deixar Lenvik amb 2.757 habitants. L'1 de gener de 1871, una petita part de Lenvik (població: 70) va ser traslladat al veí municipi de Malangen.
L'1 de gener de 1964, diverses àrees veïnes es van fusionar amb Lenvik:
- La part de Sørreisa a l'illa de Senja (població: 129)
- Les granges Hellemo, Paulsrud, Johnsgard i Stormo en Tranøy (població: 106)
- La part de Hillesøy a Senja i l'illa de Hekkingen (població: 1.159)

Aquestes àrees es van unir a les zones antigues de Lenvik per formar un nou municipi, l'actual municipi de Lenvik amb una població total d'11,345 persones.

### Nom
El municipi (originalment parròquia) és el nom de l'antiga granja Lenvik (nòrdic antic: Lengjuvík), ja que la primera església va ser construïda allí. El primer element és el cas genitiu del nom del riu Lengja i l'últim element és Vík que significa "cala" o "metxa". El nom del riu es deriva de la paraula Langr que significa "llarg". Durant els anys 1889-1908, el nom s'escrivia Lenviken.

### Escut d'armes
L'escut d'armes és modern. Se'ls hi va concedir el 22 d'agost de 1986. Els braços mostren tres rems d'or sobre un fons blau. Els rems i color blau són un símbol de la pesca i la navegació en el municipi. Per distingir els braços dels de molts altres pobles de pesca, el rem va ser triat com a símbol.

### Esglésies
| Parròquia (Sokn) | Nom de l'església     | Localització de l'església | Any de construcció |
| ---------------- | --------------------- | -------------------------- | ------------------ |
| Lenvik           | Església de Finnsnes  | Finnsnes                   | 1979               |
| Lenvik           | Capella de Lenvik     | Bjorelvnes                 | 1879               |
| Lenvik           | Capella de Rossfjord  | Rossfjordstraumen          | 1822               |
| Lenvik           | Capella de Fjordgård  | Fjordgård                  | 1976               |
| Lenvik           | Capella de Gibostad   | Gibostad                   | 1939               |
| Lenvik           | Capella de Husøy      | Husøy                      | 1957               |
| Lenvik           | Capella de Lysbotn    | Lysnes                     | 1970               |
| Lenvik           | Capella de Sandbakken | Sandbakken                 | 1974               |

## Història
La primera església va ser construïda al voltant del 1150 a Bjorelvnes, i durant un segle, aquesta era l'església més septentrional del món. Els pobles importants en el passat incloïen Klauva i Gibostad. Gibostad va ser el centre administratiu fins a la dècada del 1960, quan el govern es va traslladar a Finnsnes. El 2000, Finnsnes va ser declarada ciutat.

## Geografia
El municipi de Lenvik rau en part a l'illa de Senja i també a la part continental de Noruega. El fiord de Malangen flueix al llarg de la frontera nord i el Solbergfjorden es troba al límit sud. L'estret de Gisundet corre de nord a sud a través del centre del municipi amb un sol encreuament de la carretera, el pont Gisund. Els municipis de Berg i Tranøy voregen el municipi a l'oest, el municipi de Tromsø es troba al nord (a través del fiord de Malangen), els municipis de Balsfjord i Målselv són a l'est, i els ajuntaments de Sørreisa i Dyrøy són al sud.

### Clima
| Dades climàtiques a Lenvik               | Dades climàtiques a Lenvik | Dades climàtiques a Lenvik | Dades climàtiques a Lenvik | Dades climàtiques a Lenvik | Dades climàtiques a Lenvik | Dades climàtiques a Lenvik | Dades climàtiques a Lenvik | Dades climàtiques a Lenvik | Dades climàtiques a Lenvik | Dades climàtiques a Lenvik | Dades climàtiques a Lenvik | Dades climàtiques a Lenvik | Dades climàtiques a Lenvik |
| Mes                                      | gen                        | febr                       | març                       | abr                        | maig                       | juny                       | jul                        | ag                         | set                        | oct                        | nov                        | des                        | anual                      |
| ---------------------------------------- | -------------------------- | -------------------------- | -------------------------- | -------------------------- | -------------------------- | -------------------------- | -------------------------- | -------------------------- | -------------------------- | -------------------------- | -------------------------- | -------------------------- | -------------------------- |
| Màxima mitjana °C (°F)                   | −1.9 (28.6)                | −1.8 (28.8)                | 0.2 (32.4)                 | 3.6 (38.5)                 | 8.4 (47.1)                 | 12.9 (55.2)                | 15.0 (59)                  | 14.6 (58.3)                | 10.5 (50.9)                | 5.8 (42.4)                 | 1.5 (34.7)                 | −0.7 (30.7)                | 5.7 (42.3)                 |
| Mitjana diària °C (°F)                   | −4.4 (24.1)                | −4.2 (24.4)                | −2.3 (27.9)                | 1.0 (33.8)                 | 5.5 (41.9)                 | 9.7 (49.5)                 | 12.3 (54.1)                | 11.6 (52.9)                | 7.5 (45.5)                 | 3.3 (37.9)                 | −0.8 (30.6)                | −3.2 (26.2)                | 3.0 (37.4)                 |
| Mínima mitjana °C (°F)                   | −7.1 (19.2)                | −7 (19)                    | −5.5 (22.1)                | −2.1 (28.2)                | 2.5 (36.5)                 | 6.8 (44.2)                 | 9.1 (48.4)                 | 8.3 (46.9)                 | 5.1 (41.2)                 | 1.3 (34.3)                 | −3.1 (26.4)                | −5.8 (21.6)                | 0.2 (32.4)                 |
| Precipitació mitjana mm (polzades)       | 85 (3.35)                  | 80 (3.15)                  | 60 (2.36)                  | 54 (2.13)                  | 39 (1.54)                  | 47 (1.85)                  | 62 (2.44)                  | 71 (2.8)                   | 91 (3.58)                  | 119 (4.69)                 | 94 (3.7)                   | 98 (3.86)                  | 900 (35.43)                |
| Mitjana de dies de pluja                 | 13.4                       | 12.4                       | 11.5                       | 10.7                       | 9.2                        | 10.6                       | 13.2                       | 12.4                       | 14.3                       | 16.0                       | 14.7                       | 15.6                       | 154.0                      |
| Font: Norwegian Meteorological Institute |                            |                            |                            |                            |                            |                            |                            |                            |                            |                            |                            |                            |                            |